# Mésocyclone

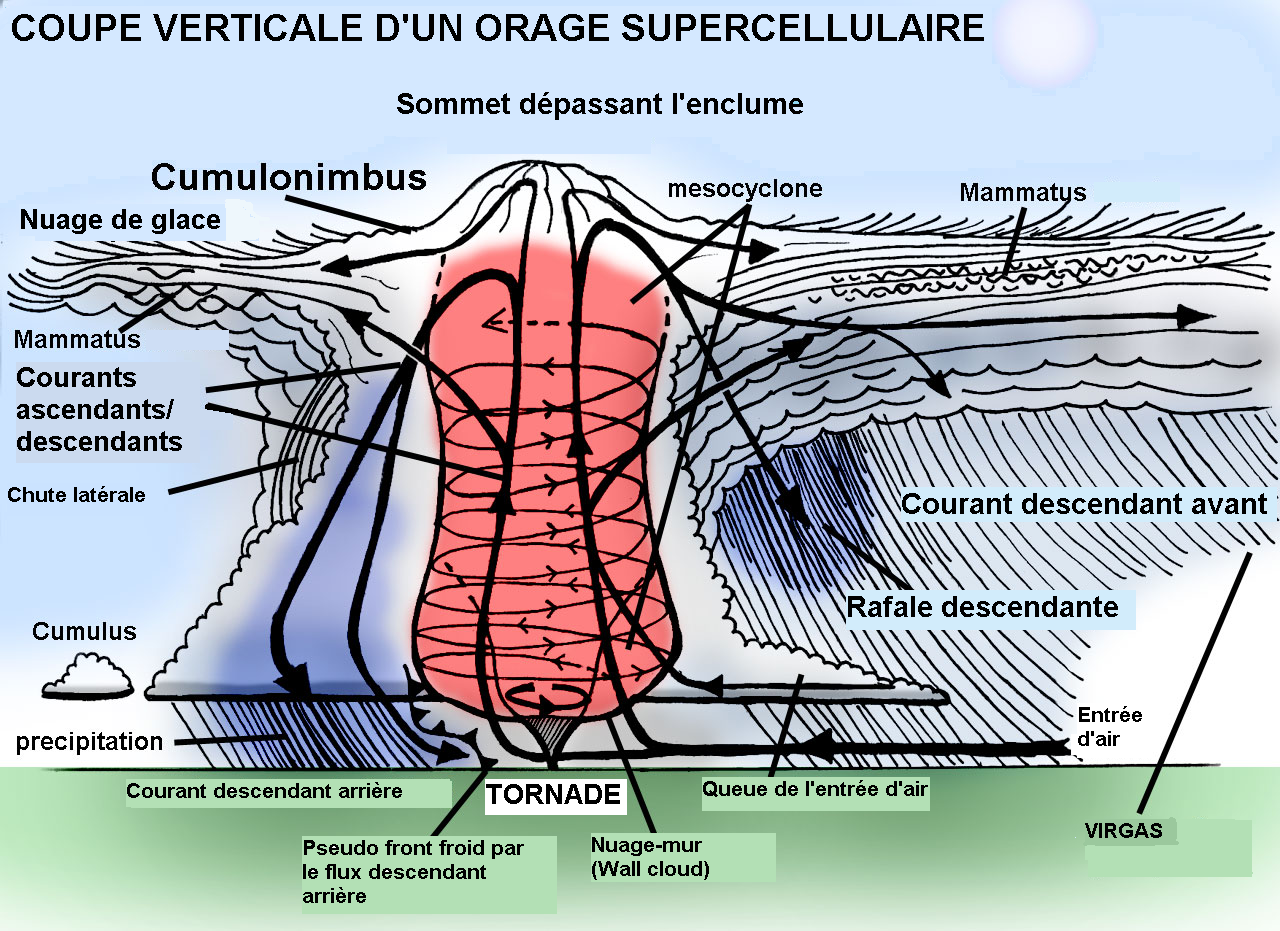
Structure d'un orage supercellaire avec les mouvements de l'air par les flèches noires, incluant la circulation de mésocyclone en rouge

Un mésocyclone est une zone de rotation, mésovortex, plus ou moins verticale dans un orage. Cette circulation a un diamètre entre 1 et 15 km et elle est souvent associée à une zone de pression plus basse dans le nuage. La rotation mésocyclonique peut mener à la formation d'une tornade dans certaines conditions et c'est pourquoi sa détection par radar météorologique fait partie des indices qu'un météorologiste recherche dans la prévision des orages violents.

## Formation
Le changement des vents entre la surface et le sommet de la couche limite de friction de l'atmosphère (moins de 2 km d'épaisseur) donne une rotation horizontale des vents. Pensons à une gigantesque éolienne qui subit plus de vents d'ouest à son sommet qu'à sa base, ses pales se mettent donc à tourner car celles du haut subissent une plus grande force que celles du bas. L'axe de rotation de ces vents sera horizontal et s'étirera parallèlement au sol, comme une bande élastique, partout où ce cisaillement du vent existe.
Un orage se forme lorsque de l'air humide est surmonté par de l'air plus froid en altitude. Selon le réchauffement du soleil ou un soulèvement mécanique de la masse d'air, les parcelles d'air humide deviendront plus chaude que leur environnement et se mettront à monter dans l'atmosphère sous la poussée d'Archimède. Lorsque le courant ascendant sous l'orage rencontre l'axe de rotation horizontale du changement de vent, il va le rendre vertical. C'est comme si nous poussions vers le haut, en un point, la bande élastique,.
Voyons maintenant le sens de la rotation mésocyclonique. Pensons à notre élastique juste avant qu'il atteigne le courant ascendant et que la rotation soit dans le sens horaire (haut vers le bas par la droite). La branche qui est en amont du courant ascendant tournera de droite vers gauche donc un sens anti-horaire pour un observateur au sol. C'est ce que nous voyons dans l'image ci-contre. La branche en aval, quant à elle tournera, pour le même observateur de gauche vers la droite, soit le sens horaire.
Il devrait donc y avoir deux mésocyclones dans un orage, l'un étant le miroir de l'autre. Cependant, le plus souvent on note seulement la rotation anti-horaire car elle est plus rapide et affecte une zone rendue visible par les précipitations. L'autre branche est souvent dans la partie en diminution de l'orage.
Un mésocyclone n'est pas une tornade. Le resserrement de sa rotation, par des conditions particulières de circulation des vents autour de l'orage, peut cependant mener à la formation d'une tornade sous l'orage. Cela est identique à l'accélération de la rotation d'un patineur lorsqu'il ramène ses bras vers son corps. On peut remarquer la différence de diamètre sur l'image.
Ces conditions sont un rapide changement de direction des vents avec l'altitude, la présence d'un courant-jet de bas niveau dans les parages et l'absorption d'air froid et sec des niveaux moyens dans l'orage. En effet, cet air est plus dense que le nuage et il va donc descendre vers le sol en entrant dans ce dernier par poussée négative d'Archimède (voir rafale descendante). Ceci est favorisé par le courant-jet qui pousse cet air froid vers le nuage. De plus, comme il peut entrer à différents niveaux du nuage, il viendra donc de différentes directions et cela induira une rotation qui accélérera celle du mésocyclone.

Cisaillement du vent (rouge) avec l'altitude crée une rotation horizontale (vert).
Le courant ascendant (bleu) verticalise la rotation (vert)
Le courant ascendant se mêle à la rotation

## Identification

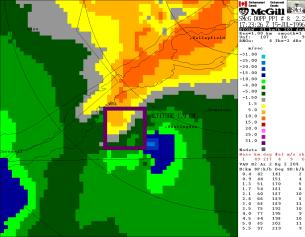
On voit la détection d'un mésocyclone dans les données de vitesses d'un radar météorologique (le carré). Le doublet de rotation (bleu... vitesses de rapprochant du radar et jaune... s'en éloignant) a moins de 10 km de rayon (Source: Environnement Canada).

Le mot lui-même vient du domaine de l'observation radar. En effet, les radars météorologiques utilisant l'effet Doppler ont permis de voir le mouvement des gouttelettes de pluie à l'intérieur des nuages, ce qui a amené la détection de rotations à l'intérieur de ceux-ci. Avant l'avènement de ces données, il était possible de deviner sa présence par la formation d'un écho en crochet dans les réflectivités. En effet, une coupe horizontale à bas niveau dans un orage supercellulaire passe à travers le courant descendant à l'arrière du nuage et celui ascendant à l'avant. Le premier est chargé de pluie ou de grêle et le second n'est pas encore saturé. S'il y a rotation, le courant descendant s'enroule autour du courant ascendant.
En général, les mésocyclones vont être repérés dans le flanc arrière droit d'un orage super-cellulaire et dans certaines portions d'une ligne de grain,. L'air dans un mésocyclone effectue une rotation mais comme le radar ne peut voir que les vitesses radiales, seules les portions où les vitesses s'éloignent et se rapprochent du radar seront visibles. Le mésocyclone prendra donc l'aspect d'une zone où les vitesses changent de direction sur une distance très courte et ayant une forme plus ou moins circulaire,. Ces deux zones seront séparées par une ligne où les vents sont nuls, car les vents y sont perpendiculaires au faisceau radar. Cette ligne de vents nuls sera plus ou moins dans l'axe allant au radar.
Si on est assez près d'un orage, il est parfois possible de voir certaines parties de ce dernier en rotation, surtout le "nuage mur" à la base ("wall cloud" dans l'image du début de l'article), ce qui indique la présence d'un mésocyclone.